# Fahrradbrücke (Konstanz)

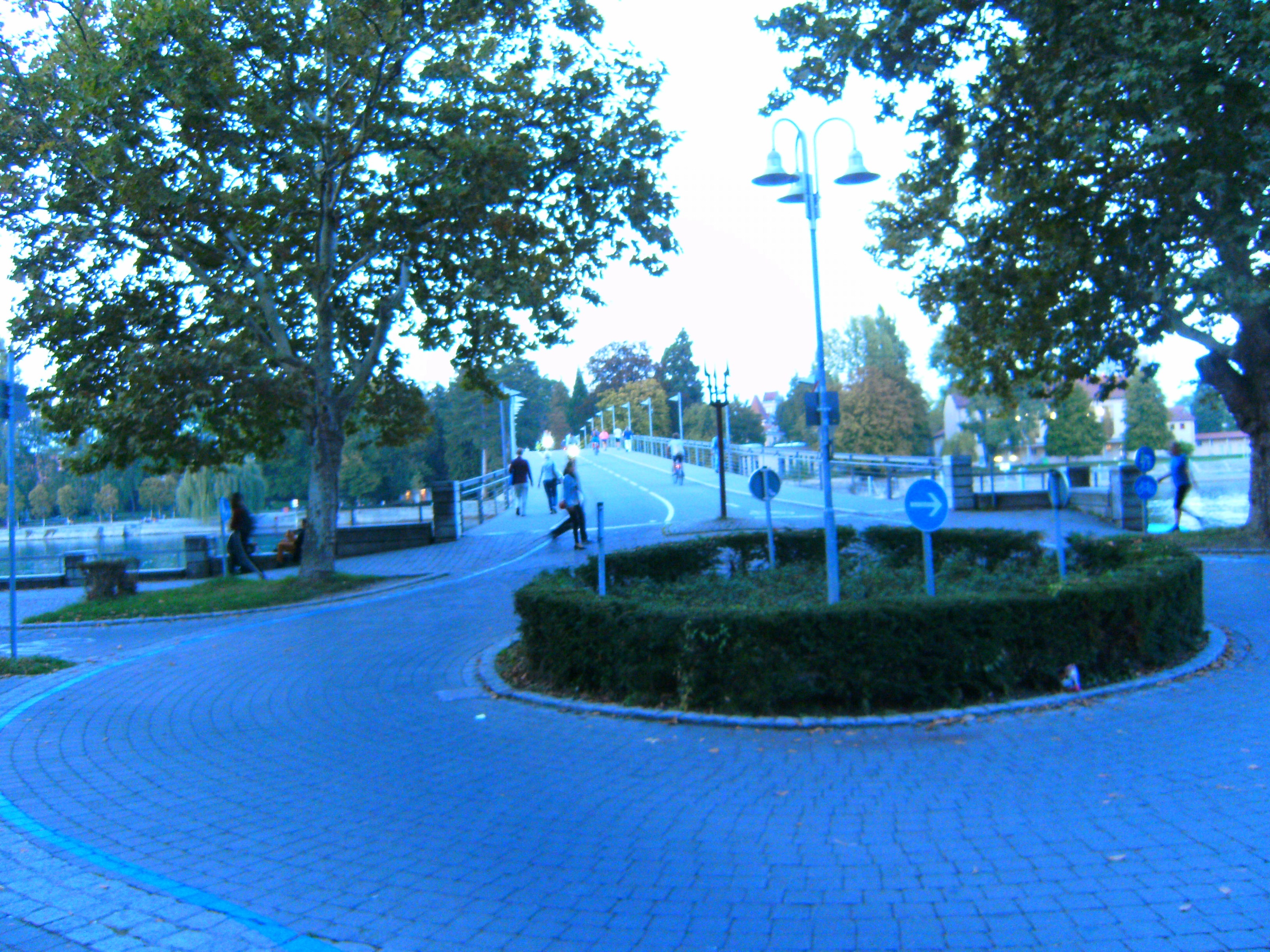
Konstanz, Schottenstraße: Fahrradkreisel vor der Fahrradbrücke über den Seerhein

Die Fahrradbrücke überspannt in Konstanz den Seerhein. Die Brücke dient dem innerstädtischen Radfahrer- und Fußgängerverkehr. Sie verbindet die linksrheinisch als Fahrradstraße gewidmete Schottenstraße mit der rechtsrheinisch ebenso ausgewiesenen Petershauser Straße. Im Jahr 2023 wurden 3.357.531 Fahrten gezählt, was einem Tagesdurchschnitt von 9.199 Fahrrädern entspricht.

## Geschichte

### Personenfähre als Vorgängerin
Zwischen dem linksrheinischen Pulverturm und dem Waschplatz an der Spanierstraße verkehrte eine Personenfähre. Das Innenministerium des Großherzogtums Baden genehmigte 1892 einen Fährbetrieb. Zunächst wurden Ruderboote, ab 1910 das Motorboot Komet eingesetzt. Im Jahr 1916 erwarben die Stadtwerke Konstanz den bis dahin privaten Fährbetrieb. Die Petershausener Haltestelle wurde 1937 mit dem Bau des Hallenbads dorthin verlegt. In der Nachkriegszeit setzten die Stadtwerke die neue Personenfähre Niederburg ein. Die Fährverbindung wurde 1991 eingestellt. Zuletzt wurden unter 200.000 Passagiere pro Jahr befördert.

### Erstellung
Der dritte Rheinübergang in Konstanz (nach der Alten Rheinbrücke und der Schänzlebrücke) wurde zur Entlastung der Alten Rheinbrücke in deren Nähe errichtet. Im September 1989 beschloss der Gemeinderat den Bau der Brücke, im Februar 1990 folgte der Baubeginn und am 29. Juni 1991 die Einweihung der Brücke. In Brückenmitte ist für die Radfahrer eine 4,0 m breite Fahrbahn angeordnet, beidseitig außerdem 2,0 m breite Gehwege. Das Bauwerk wurde auch für die Befahrbarkeit durch Krankenwagen und bis zu 12 t schwere Feuerwehrfahrzeuge ausgelegt. Es besitzt in der Vertikalebene eine gebogene Gradiente mit einem Höhenunterschied von rund 4 m zwischen den Widerlagern und Brückenmitte. Der Brückengestaltung wurde besondere Beachtung geschenkt, vor allem bei den Geländern und der Beleuchtung, aber auch bei der Schlankheit des Brückenüberbaus.

### Renovierung
Der Belag wurde im Jahr 2015 generalsaniert.

## Konstruktion

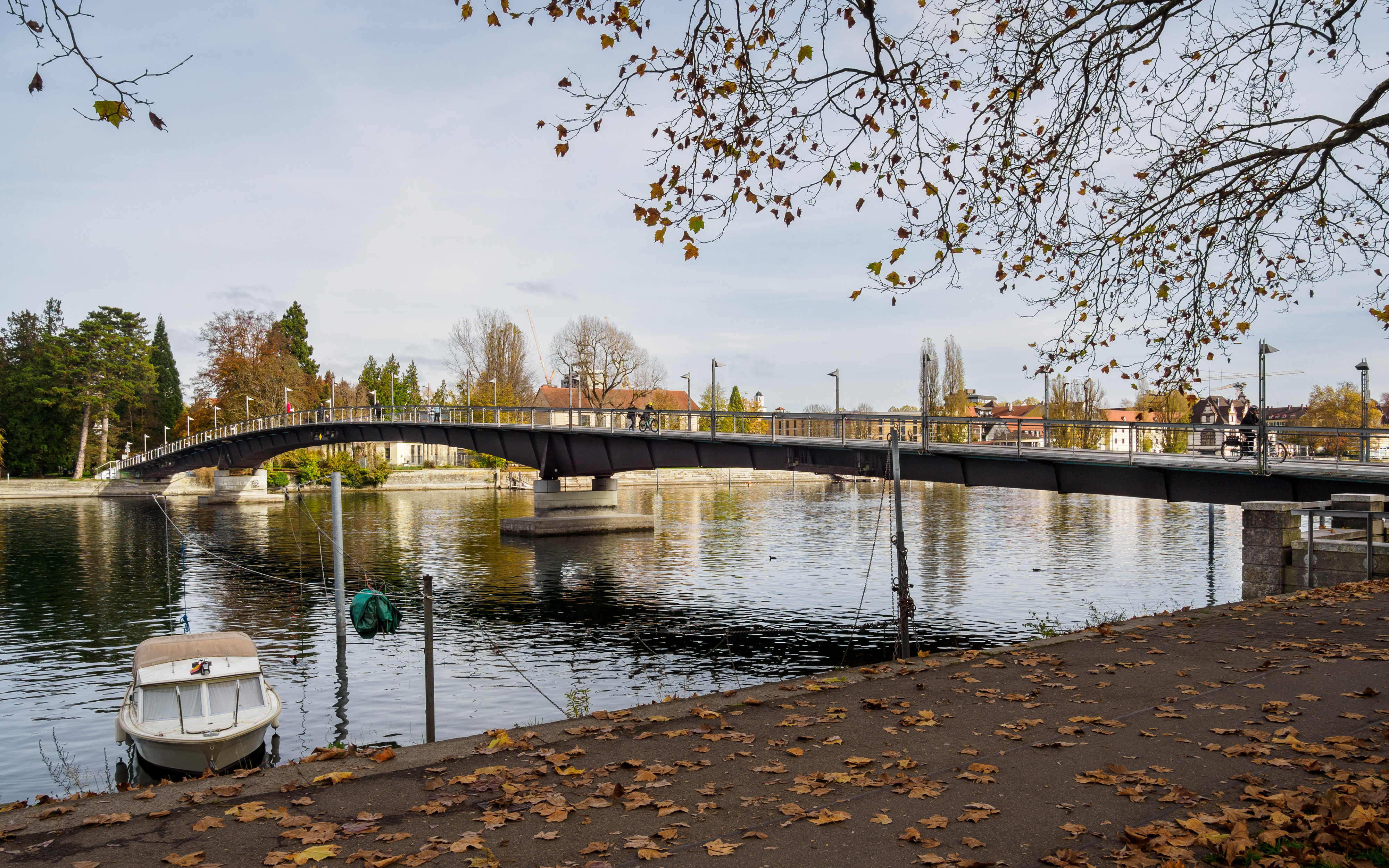
Fahrradbrücke Konstanz

### Überbau
Die Brücke ist eine 163,4 m lange Stahlkonstruktion mit drei Öffnungen und Stützweiten von 46,7 m in den beiden Randfeldern sowie 70,0 m im mittleren Feld. In Längsrichtung ist der Durchlaufträger als Bauwerkssystem vorhanden. Die insgesamt 8,2 m breite Konstruktion besteht aus einem einzelligen Hohlkastenquerschnitt, der eine veränderliche Konstruktionshöhe aufweist. Die Kastenhöhe beträgt über den Pfeilern 3,0 m und 1,3 m in Strommitte. Die Kastenstege weisen eine konstante Neigung auf, wodurch die Bodenplattenbreite aufgrund der veränderlichen Trägerhöhe variiert. Die Quersteifen wurden aus gestalterischen Gründen außen angeordnet, sie besitzen einen Abstand von rund 3,9 m.
Beim Überbau kam wetterfester Stahl zur Anwendung, ein in Deutschland selten verwendetes Baumaterial. Da die Eigenfrequenz der Stahlbrücke um 1 Hz in der Nähe der durch Fußgänger verursachten Schwingungen liegt, wurden in jedem Brückenfeld zwei Schwingungstilger angeordnet.
Die Herstellung des Überbaus erfolgte im ersten Schritt durch die Vormontage von den zwei Brückenhälften am Seerheinufer. Anschließend wurden die beiden Teile mit Schiffen eingeschwommen, auf den Strompfeiler und Widerlagern in erhöhtem Zustand abgesetzt und miteinander verschweißt. Der Abschluss der Montage fand durch das Absenken der Brücke in ihre endgültige Lage statt.

### Unterbauten
Die Unterbauten weisen aufgrund von dicken Tonschichten mit weichbreiiger bis steifer Konsistenz eine Tiefgründung auf. Dabei werden die Strompfeiler von 8,2 m langen und 4,5 m breiten Pfahlkopfplatten getragen, unter denen ein hoher und schmaler Pfahlbock, aus jeweils 14 Rammpfählen bestehend, angeordnet ist. Die Rammpfähle besitzen 0,5 m Durchmesser, Längen von bis zu 30 m und sind schräg niedergebracht.